# Gondrin
 Gondrin  (también así en occitano) es una población y comuna francesa, ubicada en la región de Mediodía-Pirineos, departamento de Gers, en el distrito de Condom y cantón de Montréal (Gers).

## Demografía
| 1207 | 1162 | 1074 | 1041 | 1042 | 999 |
| Para los censos de 1962 a 1999 la población legal corresponde a la población sin duplicidades (Fuente: INSEE [Consultar]) |      |      |      |      |     |